# گوین مانیون
گوین مانیون (انگلیسی: Gavin Mannion؛ زادهٔ ۲۴ اوت ۱۹۹۱ ‏(۳۳ سال)) دوچرخه‌سوار اهل ایالات متحده آمریکا است.
از باشگاه‌هایی که در آن بازی کرده‌است می‌توان به تیم دوچرخه‌سواری دراپاک و تیم دوچرخه‌سواری یونایتدهلثکر اشاره کرد.